# 安然 (教授)
安然（1964年2月—），湖北武汉人，汉族，无党派人士。中华人民共和国政治人物、第十三届全国人民代表大会广东省代表。

## 生平
2018年，安然被选为广东省出席第十三届全国人民代表大会代表。